# Ferrovia Vicenza-Schio
La ferrovia Vicenza-Schio è una linea ferroviaria italiana di proprietà statale a scartamento ordinario che unisce Vicenza con alcuni centri della sua provincia, per terminare a Schio.
È una linea a binario unico, non elettrificata e lunga circa 30 chilometri, gestita da RFI del Gruppo Ferrovie dello Stato.

## Storia

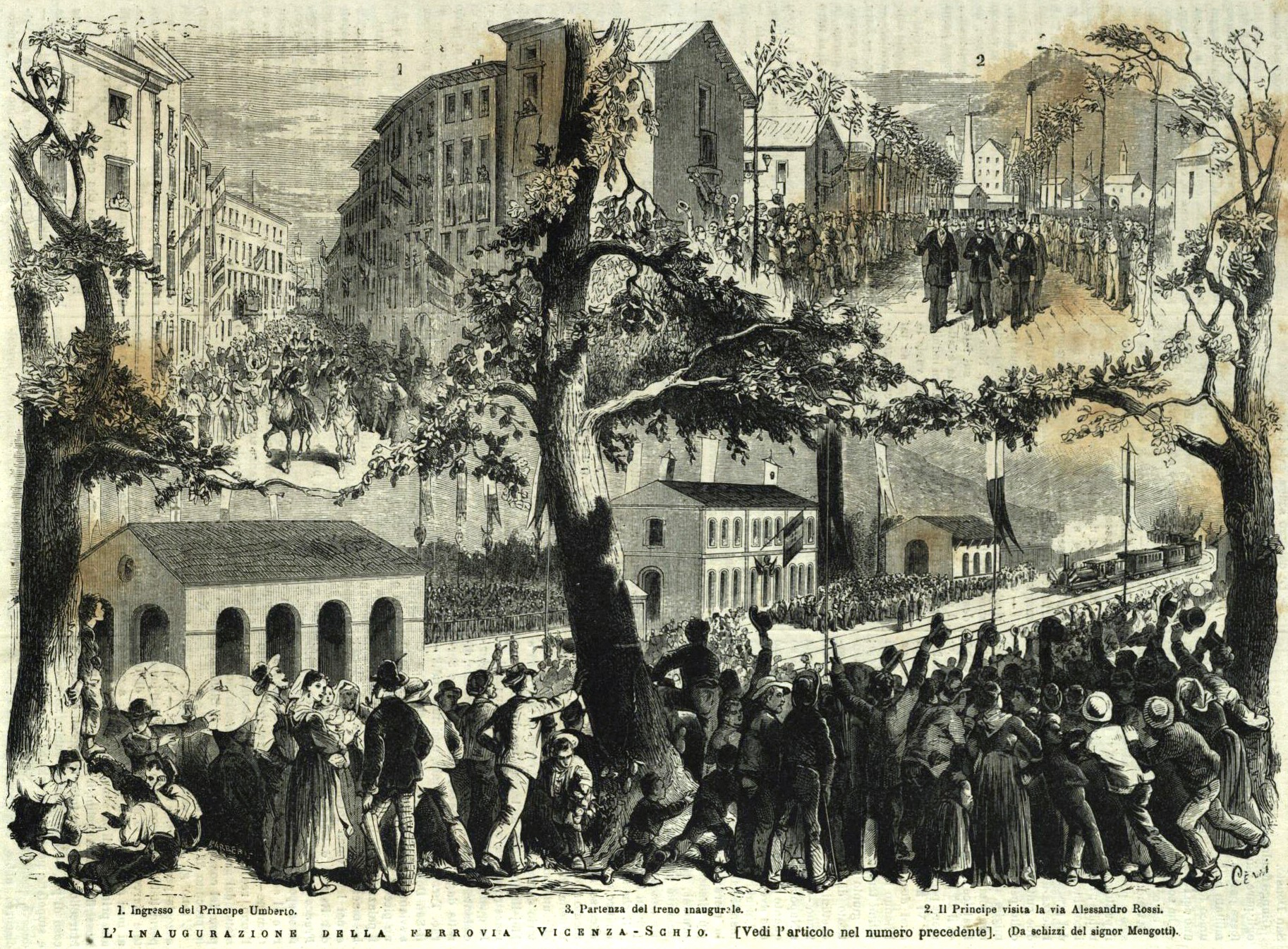
L’inaugurazione della ferrovia Vicenza-Schio.

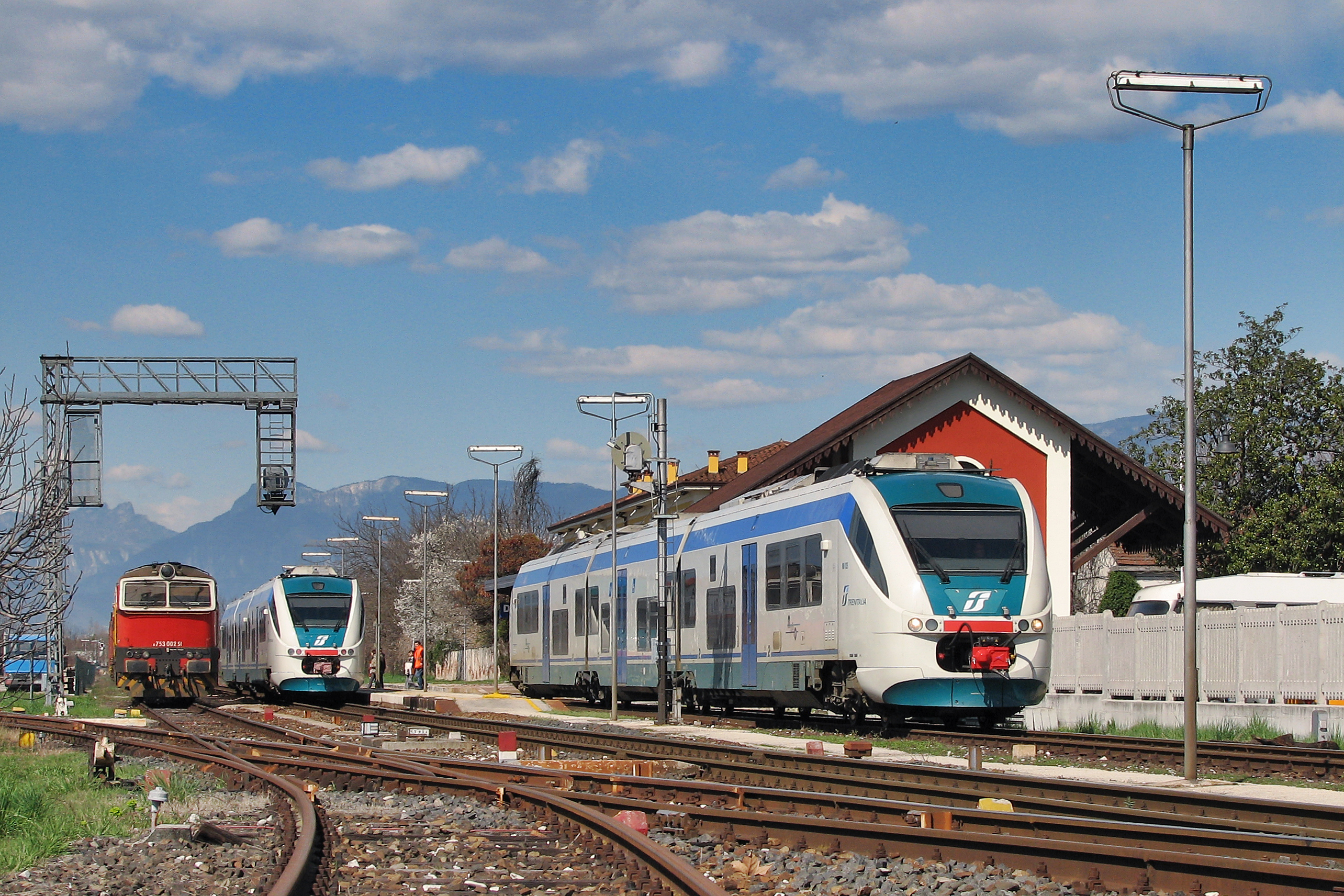
Due Minuetto s'incrociano a Dueville

Nel 1873 la Provincia di Vicenza, desiderosa di dotarsi di un'efficiente rete di trasporto al fine di sviluppare le aree attorno al capoluogo, interessato fin dal 1846 dalla ferrovia Milano-Venezia, ottenne la concessione per la costruzione di una tranvia a scartamento di 914 mm da Vicenza a Schio. Tale relazione era fortemente voluta anche dal senatore Alessandro Rossi di Schio, dove possedeva un'importante manifattura tessile (conosciuta in seguito come Lanerossi). La costruzione della linea cominciò nel 1874 ad opera della Società Veneta di Padova, alla quale la Provincia affidò anche l'esercizio; nonostante la linea fosse prevista inizialmente con caratteristiche tranviarie e a scartamento ridotto, all'atto pratico si optò per una vera e propria ferrovia a scartamento normale. Dopo due anni di lavori, il 29 agosto 1876 la ferrovia Vicenza–Schio fu ufficialmente inaugurata.
Originariamente la linea si diramava dalla ferrovia Milano-Venezia al bivio Vicenza, posto subito dopo il ponte sul fiume Bacchiglione; dopo aver compiuto una curva a 90 gradi verso nord, si incontrava il bivio Bertesina, attivato il 12 settembre 1877 contestualmente con l'apertura della linea per Treviso, sempre esercita dalla SV, che piegava a destra in direzione nordest. Nel 1882, ferma rimanendo la concessione alla Veneta, l'esercizio della linea passò alla Società Italiana per le strade ferrate meridionali assieme alle ferrovie Vicenza-Treviso e Padova-Bassano, per poi tornare tutte nuovamente alla SV nel 1896. Infine, con la nascita delle Ferrovie dello Stato, tutte e tre le linee vennero definitivamente assorbite dalla nuova azienda nel corso del 1906.
Nel frattempo si costruì la ferrovia a scartamento di 950 mm che da Torrebelvicino portava ad Arsiero passando per la stazione di Schio; tale linea venne attivata il 16 marzo 1885, per poi venire soppressa per gradi tra il 1925 e il 1949. Altra linea di apporto alla Vicenza-Schio fu la Thiene-Rocchette, a scartamento ordinario e gestione SV, attivata il 7 settembre 1907 e soppressa il 31 marzo 1964.
Nel 1911, con il raddoppio della Vicenza-Treviso, si spostò la diramazione di questa linea con la ferrovia per Schio al Bivio Vicenza, ribattezzato per l'occasione in Doppio Bivio Bacchiglione, con la contemporanea soppressione del Bivio Bertesina.
Fra il materiale ex Società Veneta, la locomotiva n. 23, rinumerata 263, fu trasferita a Padova per prestare servizio sulla rete della Società delle Guidovie Centrali Venete, controllata dalla stessa SV, che eserciva le linee per Bagnoli di Sopra, Piove di Sacco, Fusina e Mestre; la stessa unità fu trasferita in seguito sulla San Giorgio di Nogaro-Cervignano.
Con lo scoppio della prima guerra mondiale i territori dell'alto vicentino si trovarono coinvolti negli scontri tra le armate italiane e quelle austriache. Per sostenere le battaglie che si svolgevano in quelle zone, la VII Armata costruì a partire dal 1916 una ferrovia Decauville militare a scartamento di 600 mm che collegava la stazione di Thiene con la stazione di Marsan della tranvia STV Vicenza-Bassano del Grappa passando per Sarcedo, Breganze, Mason Vicentino e Marostica. Dal ponte sul fiume Astico, posto nei pressi di Sarcedo, partiva una diramazione che portava a Calvene via Fara Vicentino: tale piccola rete aveva come scopo principale il carico del materiale bellico nelle stazioni di Thiene e Marsan, che veniva poi inoltrato a Calvene, da dove partivano numerose teleferiche che mettevano in comunicazione il fondovalle con l'altopiano di Asiago, tagliato in due dal fronte. Dopo la disfatta di Caporetto (ottobre 1917) fu realizzata una seconda diramazione, che da Sarcedo scendeva fino alla stazione di Dueville, permettendo così di avere tre punti di comunicazione con la rete ferrotranviaria nazionale; inoltre fu anche raddoppiata l'intera Vicenza–Schio, dotandola di un raccordo diretto con la linea per Treviso per permettere l'instradamento diretto da Treviso a Schio (il cui fascio binari fu allargato, al pari di quello di Thiene) senza inversione di marcia.
Terminata la guerra, le decauville militari vennero smantellate; stessa sorte ebbe poi il raccordo diretto tra le linee di Schio e di Treviso, mentre la nostra linea tornò in anno imprecisato a binario unico.
Successivamente la Vicenza-Schio continuò la sua vita senza particolari novità, finché il 20 ottobre 1987 non vennero attivati due nuovi binari tra la stazione di Vicenza e il Doppio Bivio Bacchiglione, che fu quindi soppresso, per svincolare le linee di Schio e Treviso dalla Milano-Venezia; tale tratta, della lunghezza di circa 1.5 km, è parzialmente in galleria artificiale, in quanto sopra ad essa si sviluppa il viale Risorgimento Nazionale.

## Percorso
|  | Continuation backward |

|  | Station on track |

|  |  | Unknown route-map component "d" | Unknown route-map component "d" | Unknown route-map component "dSTR" | Unknown route-map component "uexKBHFaq" | Unknown route-map component "uexCONTfq" |

| Unknown route-map component "CONTgq" | Unknown route-map component "ABZgr" |

| Unknown route-map component "dCONTgq" | Unknown route-map component "exdSTR2h+r" + Unknown route-map component "dSTRq" | Unknown route-map component "ABZgr" + Unknown route-map component "exBS2c3" |

| Unknown route-map component "d" | Unknown route-map component "vexSTR-HST" |

| Unknown route-map component "d" | Unknown route-map component "ev-SHI2g+r" |

|  | Station on track |

|  | Station on track |

|  | Unknown route-map component "HSTeBHF" |

|  | Unknown route-map component "SKRZ-Au" |

| Unknown route-map component "exCONTgq" | Unknown route-map component "exSTR+r" | Straight track |  |

| Unknown route-map component "exKBHFe" | Station on track |

| Unknown route-map component "exCONTgq" | Unknown route-map component "eABZgr" |

|  | Unknown route-map component "SKRZ-Au" |

|  | Unknown route-map component "HSTeBHF" |

| Unknown route-map component "exCONTgq" | Unknown route-map component "eABZg+r" |

|  | Unknown route-map component "KBHFxe" |

|  | Unknown route-map component "exCONTf" |

## Traffico
Il traffico passeggeri è caratterizzato fin dall'origine da una componente prevalentemente locale e pendolare. L'orario è cadenzato.
Fino al 2013 veniva effettuato un servizio estivo-festivo tra Schio e Chioggia via Padova-Rovigo denominato "Treno del Mare".
Il servizio merci è andato calando nel tempo ed è costituito da un singolo treno feriale effettuato da Sistemi Territoriali in funzione delle necessità del Raccordo Martini a Villaverla. Da inizio 2017 però, il servizio merci è stato sospeso in seguito alla progressiva chiusura del Raccordo.